# 야쿠바 실라
야쿠바 실라(프랑스어: Yacouba Sylla, 1990년 11월 29일 ~ )는 수비형 미드필더로 활약하고 있는 말리의 프로 축구 선수이다. 현재 프랑스 샹피오나 나시오날의 샤토루에서 활동하고 있다. 프랑스에서 태어난 그는 프랑스 청소년 국가대표로 프랑스를 대표한 후 말리로 성인 무대를 옮겼다.

## 구단 경력

### 클레르몽
2010-11년 시즌, 실라는 미셸 데르 자카리안 감독에 의해 시니어 팀으로 승격되었다. 그는 2010년 10월 15일, 르망과의 리그 경기에서 프로 데뷔 전을 치렀고, 경기 내내 2-0으로 패했다. 이후 실라는 팀의 다음 7경기에 선발로 출전했다. 그의 활약은 국내적으로 독일 클럽 VfB 슈투트가르트와 이탈리아 클럽 우디네세의 관심으로 이어졌다. 클레르몽 감독은 실라와 2010년 11월 22일부터 2014년 6월까지 진행된 첫 프로 계약에 대한 관심을 낮추기 위해 계약을 체결했다.

### 애스턴 빌라
2013년 1월 31일, 애스턴 빌라는 의료 서비스를 통과한 후 국제 허가를 조건으로 3년 6개월 계약의 실라 영입을 완료했다.

#### 카이세리 에르지예스스포르로의 임대
2014년 7월 14일, 실라는 튀르키예 쉬페르리그 클럽 카이세리 에르지예스스포르에 한 시즌 동안 임대로 합류했다.

### 렌
2015년 6월 22일, 실라는 애스턴 빌라에서 2년간 리그 22경기 출전에 그쳤던 렌과 4년 계약을 맺었다.

## 국가대표팀 경력
2012-13년 시즌이 끝날 무렵 애스턴 빌라로 이적하여 긍정적인 모습을 보인 실라는 처음으로 말리 국가대표팀에 소집되었다. 2013년 5월 28일, 그는 FIFA나 UEFA에 소속되지 않은 브르타뉴 국가대표팀과의 비공식 친선 경기에 처음 출전했지만, 1-0으로 패했다.
실라의 공식 국가대표 데뷔 전은 2012년 6월 9일, 르완다와의 2014년 FIFA 월드컵 예선 1-1 무승부에서 열렸다. 실라는 70분에 울버햄프턴 원더러스의 통고 둠비아 선수와 교체되었다. 실라는 7일 후 베냉과 2-2로 비긴 말리의 경기에 선발 출전해 90분 내내 경기를 펼쳤지만, 안타깝게도 말리는 대회에서 탈락했다.
2015년 1월, 그는 말리와 함께 사상 첫 2015년 아프리카 네이션스컵에 참가했다. 1라운드 막판 3경기 무득점 행진을 벌인 말리는 기니에 유리한 무승부를 거두며 대회에서 탈락했다.